# シルバースタージャパン
株式会社シルバースタージャパン（英: SilverStarJapan Co., Ltd. ）は、岐阜県岐阜市に所在するソフトウェア開発会社である。

## 概要
会社の歴史
株式会社シルバースタージャパンは、1997年6月11日に岐阜市で「有限会社シルバースタージャパン」として設立された。
創業当初はゲームソフトではなく企業からのシステム開発を請負う受注型のソフトウェア開発業社だった。
2000年代には、囲碁・将棋・麻雀の各シリーズを継続的にリリースし、ユーザーからの支持を獲得した。また、ユーティリティソフト「すごい位置合わせPRO」シリーズも開発し、ビジネス用途にも対応する製品を提供している。
2004年　資本増資を行い有限会社から株式会社へ名称変更を行った。
2010年代後半からは、Nintendo SwitchやPlayStationなどの家庭用ゲーム機向けソフトの開発を強化し、さらにスマートフォンアプリやクラウドサービスへの対応も進めている。
特に注目すべきは、2019年にリリースされた「リアルタイムバトル将棋®」で、これは将棋とアクション要素を融合させた新感覚のゲームとして話題を呼んだ。
このタイトルはeスポーツとしての展開も行われ、2020年には一般社団法人日本eスポーツ連合（JeSU）の正会員として加盟し、eスポーツ分野への本格的な参入を果たした。
2021年には、業務拡大に伴い本社を岐阜市加納寿町の加納寿ビルへ移転。
2022年以降も、AI技術を活用した囲碁・将棋ソフトの開発や、eスポーツ大会の開催、スマートフォン向けアプリのリリースなど、多岐にわたる活動を展開している。
2025年には、PlayStation 5向けに「銀星囲碁 AIならこう打つ」や「遊んでチェスが強くなる！銀星チェスDX」などの新作をリリースし、最新のプラットフォームへの対応も積極的に行っている。

## 製品

### 主な開発タイトル
- 銀星囲碁シリーズ
- リアルタイムバトル将棋
- 銀星将棋シリーズ
- 銀星テーブルゲームズWii
- ハチワンダイバーDS
- 囲碁教室シリーズ
- iPhone 高校生活あと一年で恋愛してみろっ！！シリーズ
- ハチワンダイバーWii（Wii ware）
- テト字ス
- アイアンセキュリティシリーズ
- ラビ×ラビ
- タッチバトル戦車シリーズ
- ドローンファイト
- ポーカースタジアム（思考エンジン）[6]